# Rise MP6
Az MP6 egy Socket 7 foglalatú x86 processzor volt a 90-es évek végén. A processzort az amerikai székhelyű Rise Technology fejlesztette ki, tajvani vállalatok tőkéjét használva. A főbb befektetők az UMC, a VIA Technologies és az Acer voltak. A processzor kifejlesztése öt évet vett igénybe. A kész processzor gyártása 1998-ban kezdődött meg asztali számítógépekhez és beágyazott rendszerekbe. A processzort licenszelte az STMicroelectronics is. A céget 1999-ben felvásárolta a SiS, tőlük pedig a DPM vállalat vásárolta meg, amely áttervezte és átnevezte a chipet (Vortex86).

## Az MP6 piacra kerülése
Az MP6 egy szuperskalár processzor, elméletben egy órajel alatt maximum 3 integer műveletet, és 2 lebegőpontos műveletet tud elvégezni. A processzor elágazásbecslővel is rendelkezik. A Rise arra számított, hogy a processzor azonos órajelen a Pentium2 ellenfele lesz, viszont ehelyett csak a többi Socket 7-es processzorral tudta felvenni a versenyt (Intel Pentium, Cyrix). A processzor mindösszesen 16 KByte L1 cache memóriát tartalmaz (8 KB utasítás + 8 KB adat cache), amely hozzájárulhatott a gyenge teljesítményéhez.

## Első változatok
A chip 166 (PR 166), 190 (PR 233), és 200 MHz-es (PR 266) változatokban került a boltok polcaira. A processzor legolcsóbb változata $50, a legdrágább pedig $70 áron került forgalomba. Fogyasztásuk 7, 8 és 9w körül alakult. A processzorokat 0.25um gyártástechnológiával gyártották. A processzor támogatja az MMX utasítás-kiterjesztést. A chipet a TSMC gyártotta le a Rise számára.

## Javított változat
A processzor órajelét növelték, a 240 és 250 MHz-es változatok 10w körüli fogyasztással rendelkeztek. Ezek a processzorok viszont nem kerültek nagy ütemű sorozatgyártásba, 1999 decemberében a SiS felvásárolta a Rise Technology céget. A SiS 550 SOC processzor az MP6 CPU-t használja, a SiS saját déli és északi hídját integrálva beágyazott rendszerekben, DVD lejátszókban, és olcsó vékonykliensekben lett felhasználva. A chipet 2001-ben Rise iDragon néven is forgalmazták és gyártották, 0,18nm-es gyártástechnológiát használva.

## Termékek
| Modellnév      | Frekvencia | L1 Cache                   | FSB     | Órajelszorzó | Működési feszültség | TDP                                                             | Socket                                                    | Release date                            | Termékkód                                             | Kezdőár |
| -------------- | ---------- | -------------------------- | ------- | ------------ | ------------------- | --------------------------------------------------------------- | --------------------------------------------------------- | --------------------------------------- | ----------------------------------------------------- | ------- |
| Rise MP6 166   | 166 MHz    | 8 (adat) + 8 (utasítás) KB | 83 Mhz  | 2×           | 2.75–2.85 V         | 7.28 W                                                          | Super Socket 7 BGA 387 PPGA 296                           | 1998 október 13                         | MP6441RPFE4-Q                                         | $50     |
| Rise MP6 233   | 190 MHz    | 8 (adat) + 8 (utasítás) KB | 95 Mhz  | 2×           | 2.75–2.85 V         | 8.11 W                                                          | Super Socket 7 BGA 387 PPGA 296                           | 1998 október 13                         |                                                       |         |
| Rise MP6 266   | 200 MHz    | 8 (adat) + 8 (utasítás) KB | 100 Mhz | 2×           | 2.75–2.85 V         | 8.54 W                                                          | Super Socket 7 BGA 387 PPGA 296                           | 1998 október 13                         | MP6441DPFH4-Q MP6441RPFH4-Q                           | $70     |
| Rise MP6 333   | 240 MHz    | 8 (adat) + 8 (utasítás) KB | 95 Mhz  | 2.5×         | 2 V                 | 10.18 W                                                         | Super Socket 7 BGA 387 PPGA 296                           | 1999 május 26 Nem került tömeggyártásba | MP65RPAPG5-ES MP65DPAFH5-ES (OEM) MP65RPAPH5-DS (OEM) |         |
| Rise MP6 366   | 250 MHz    | 8 (adat) + 8 (utasítás) KB | 100 Mhz | 2.5×         | 2 V                 | 10.72 W                                                         | Super Socket 7 BGA 387 PPGA 296                           | 1999 május 26 Nem került tömeggyártásba | MP65RPAPH5-DS                                         |         |
| Rise iDragon   | 200 MHz    | 8 (adat) + 8 (utasítás) KB | 66 Mhz  | 3×           | 2 V                 | Fejlett energiagazdálkodás, csökkentett fogyasztás üresjáratban | Super Socket 7 BGA 387 PPGA 296                           | 2000 szeptember                         | MP65RPAPH4-Q                                          |         |
| iDragon SCX501 | 66 MHz     | 8 (adat) + 8 (utasítás) KB | 66 Mhz  | 1×           | ?                   | Fejlett energiagazdálkodás, csökkentett fogyasztás üresjáratban | Integrált SOC, EDO/SD memóriavezérlő IDE port, ALi 2D VGA | 2001                                    |                                                       |         |